# Kim Ryholt
Kim Ryholt (17 giugno 1970) è un egittologo danese.
Lavora presso l'Università di Copenaghen. Una delle sue più importanti opere, pubblicata nel 1997, è The Political Situation in Egypt during the Second Intermediate Period c. 1800-1550 B.C.
Aidan Dodson, un importante egittologo britannico, definisce il libro di Ryholt fondamentale per la comprensione della storia del secondo periodo intermedio in quanto contiene la più accurata ricostruzione del Canone Reale da quella di Alan Gardiner del 1959.
I lavori di Ryholt tengono conto di numerose scoperte archeologiche recenti, scoperte che, talvolta, hanno modificato paradigmi che sembravano ormai assodati, come quella di Seker-her un sovrano, prima sconosciuto, del periodo hyksos, o dell'iscrizione su uno stipite di porta che stabilisce che Sobekemsaf II fu il padre dei re tebani della XVII dinastia Iniotef, Initef-Aa ed Initef. Ryholt ipotizza anche che la XVI dinastia sia stata costituita da principi tebani minori come Nebirau I, Nebirau II, Seuserenra e Sobekemsaf II, attualmente inseriti nella XVII dinastia,  che sono documentati nell'ultima parte del Canone Reale, con il ruolo di vassalli degli hyksos nel Basso Egitto.
Tra le altre questioni sollevate da Ryholt quella che fu Sekhemra Khutawy piuttosto che Ugaf il primo sovrano della XIII dinastia e quella dell'origine straniera del nome Khendjer, nomen di Djedekheperu, che sarebbe di origine semitica con il significato cinghiale e rappresenterebbe il primo caso di sovrano non avente origini egizie.